# 土曜バスタード
『土曜バスタード』（どようバスタード）は、毎月第1・第3土曜24:00-24:50(JST)にエフエム琉球で放送されているローカルバラエティ番組である。

## 概要
「若者の目線で世の中に迫る」をテーマとし、薬物や風俗から政治、小児がんなど幅広いテーマを扱う。
2014年8月より、FMレキオにて放送が開始された。第一回目の試用版放送で国際通りのサテライトスタジオが公開収録を行われた後、翌月9月の毎月第一、第三土曜の深夜に放送枠を移動、放送が開始された。
番組は、テーマに関係した当事者および関係者をゲストに、質問形式で進められるトーク番組形式で進められる。
ゲストの居ない回も多く、その際には、リスナーが食いつきそうなニュースを集めた「バスタードニュース」やリスナーメールによるお便りトークが行われる。

## 特徴
番組で扱うテーマは幅広く、薬物や風俗、同性愛などアンダーグラウンド的な要素を含む回が多い。
過去に小児がんを扱った際には、生きるを伝える(テレビ東京)が取材に訪れ、バーターではあるが、バスタードの収録の様子がテレビ放送されたことがある。
収録中は出演者が飲酒しながら収録される。
番組中ゲストの有無に関わらず、話が本題から脱線することが多々あり、大概はMCの男性陣によって引き起こされ、終着点は決まって下ネタに行き着く。
収録は西原町にあるサンピア西原内の地下スタジオで行われる。また、同社は番組の収録提供スポンサーとして、番組内でCMが流される。
Youtubeでの動画配信では、背景をクロマキー合成し、番組セットを立てている。配信頻度が遅く、実際の放送から遅れて投稿される場合が多い。

### 扱ったテーマ
- 薬物
- 風俗
- 小児がん
- 同性愛
- 政治家
- 右翼
- 美容師
- ニート
- 暴走族
- 格闘家
- 役者
- モデル
- ヒップホップ

など（他多数）。

## 出演者

### 現在の出演者
よーでぃ
メインMCで初期メンバー。トークでは中心に回ることが多く、時に司会を担当することもある。
無類の酒好きで、ゲスト回にも関わらず泥酔状態で登場しゲストを困惑させたことがある。
いっせー
メインMCで初期メンバー。徳之島出身。ラップや一発ギャグを披露することがある。自身の性癖や中学の精通期に関する話が多い。B級映画への造詣が深く、特にサメ映画に関する知識が多い。
ジェームス⭐︎光（格闘家）
2015年よりメインMCとして登場。性に関して非常に関心が強く、自身の自慰行為や性行為に関する話では、他メンバーがドン引きすることも多々ある。タイトルコールを担当する。オネエ系。
安里ミム（モデル）
2015年夏より、メインMCとなる。モデルとして活動しているが、「酒」「下ネタ」「女」好きがキッカケでMC入り。トークでは司会に回り、他メンバーを制するが、自身から話を脱線させることもしばしばある。